# Enfermedad por arañazo de gato
La enfermedad por arañazo de gato (EAG) o fiebre por arañazo de gato (ver más sinónimos) es una enfermedad infecciosa que suele producirse por el arañazo o la mordedura de un gato. Los síntomas suelen incluir un bulto o ampolla no dolorosa en el lugar de la lesión y ganglios linfáticos doloridos e inflamados. Las personas pueden sentirse cansadas, tener dolor de cabeza o fiebre. Los síntomas suelen aparecer entre 3 y 14 días después de la infección.
La enfermedad por arañazo de gato está causada por la bacteria Bartonella henselae, que se cree que se transmite por la saliva del gato. Los gatos jóvenes suponen un mayor riesgo que los mayores. Ocasionalmente pueden estar implicados arañazos o mordeduras de perro. El diagnóstico suele basarse en los síntomas. La confirmación es posible mediante análisis de sangre.
El tratamiento primario es sintomático. Los antibióticos aceleran la curación y se recomiendan en los casos de enfermedad grave o problemas inmunitarios. La recuperación suele producirse en 4 meses, pero puede requerir un año. Afecta aproximadamente a 1 de cada 10.000 personas. Es más frecuente en niños.

## Transmisión
El gato fue identificado como reservorio natural de la enfermedad en 1950 por Robert Debré. Los gatos pequeños portan el agente etiológico en la sangre. Sin embargo, estudios han demostrado que las pulgas actúan como un vector para la trasmisión de la enfermedad entre los gatos, y que B. henselae viables son excretadas en las heces de las pulgas del gato. Otro estudio demostró que los gatos pueden contagiarse mediante inoculación intradérmica usando heces del pulga infectadas con B. henselae. En consecuencia, se cree que el medio de trasmisión más probable de B. henselae de los gatos a humanos puede deberse a la inoculación con heces de pulga infectadas con B. henselae por medio de una herida producida por un rasguño de gato o a través de las mucosas. A pesar de que se ha documentado la presencia de ADN de Bartonella en garrapatas, no existe evidencia que la enfermedad pueda ser trasmitida por estos artrópodos.

## Manifestaciones clínicas

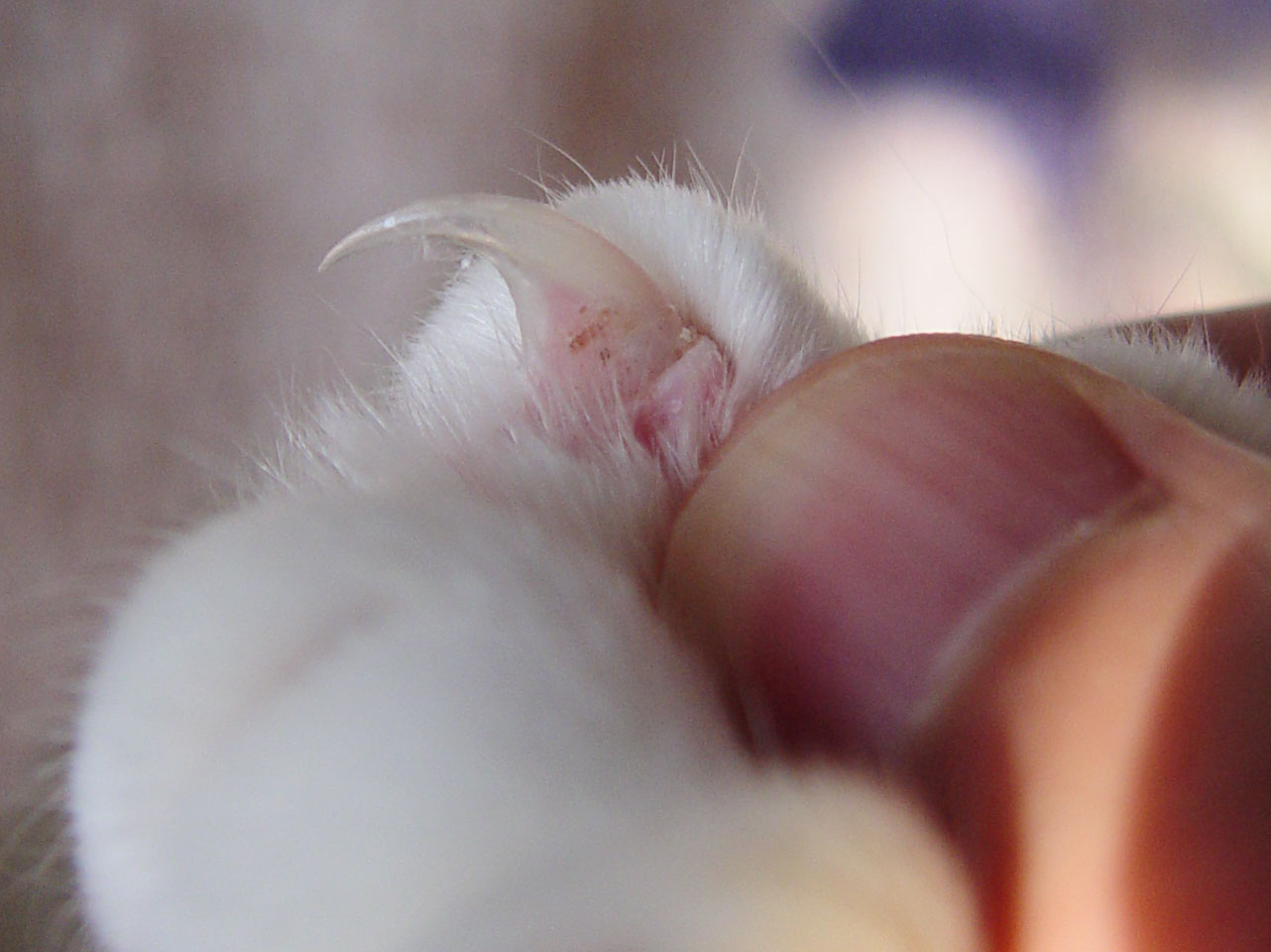
Uña de un gato

Los síntomas más habituales de la infección se presentan a nivel regional como dolor y tumefacción de nódulos linfáticos, una condición denominada linfadenopatía regional. Puede formarse una pápula en el área de inoculación. Solo algunos pacientes presentan fiebre y otros síntomas sistémicos. Pueden presentarse otros síntomas como cefalea, escalofríos, dorsalgia y dolor abdominal. 
La mayoría de los casos son benignos o autolimitados, pero la linfadenopatía puede persistir durante algunos meses después de que los demás síntomas 
desaparezcan. En general, el pronóstico es favorable. La enfermedad usualmente se resuelve espontáneamente con o sin tratamiento en el plazo de un mes. En pacientes inmunodeprimidos pueden ocurrir complicaciones más graves.
Es la causa más frecuente de adenopatías (inflamaciones de los ganglios) crónicas (de más de 3 semanas de duración), en niños y adultos jóvenes tras el contacto con gatos.

## Tratamiento
Para la mayor parte de los casos de enfermedad por arañazo del gato, se ha hecho difícil establecer la eficacia de un tratamiento específico, debido a lo autolimitado de la enfermedad y que los síntomas generalmente se resuelven sin tratamiento. La azitromicina ha demostrado acelerar la desaparición de las adenopatías ocasionadas por la enfermedad. En pacientes con enfermedad más severa otros esquemas antibióticos han demostrado eficacia, como azitromicina o doxiciclina en combinación con rifampicina.